# Futog
Futog (izvirno srbsko Футог) je naselje v Srbiji, ki upravno spada pod Občino Novi Sad; slednja pa je del Južnobačkega upravnega okraja.

## Demografija
250п|desno|мини|Католичка црква Исусовог срца

V naselju, katerega izvirno (srbsko-cirilično) ime je Футог, živi 14667 polnoletnih prebivalcev, pri čemer je njihova povprečna starost 37,7 let (36,7 pri moških in 38,6 pri ženskah). Naselje ima 5493 gospodinjstev, pri čemer je povprečno število članov na gospodinjstvo 3,34.
To naselje je, glede na rezultate popisa iz leta 2002, večinoma srbsko, a v času zadnjih 3 popisov je opazen porast števila prebivalcev.
|  |

| Demografija | Demografija     | Demografija     |
| Leto        | Št. prebivalcev | Št. prebivalcev |
| ----------- | --------------- | --------------- |
|             |                 |                 |
|             |                 |                 |
|             |                 |                 |
|             |                 |                 |
| 1948        | 5366            |                 |
| 1953        | 6049            |                 |
| 1961        | 8256            |                 |
| 1971        | 10614           |                 |
| 1981        | 14664           |                 |
| 1991        | 16048           | 15569           |
| 2002        | 19276           | 18582           |
| 2011        | {{{п2011}}}     | (prvi rez.)     |

| Etnična sestava po popisu iz leta 2002 | Etnična sestava po popisu iz leta 2002 | Etnična sestava po popisu iz leta 2002 | Etnična sestava po popisu iz leta 2002 | Etnična sestava po popisu iz leta 2002 |
| -------------------------------------- | -------------------------------------- | -------------------------------------- | -------------------------------------- | -------------------------------------- |
| Srbi                                   | Srbi                                   |                                        | 16.828                                 | 90,56%                                 |
| Madžari                                | Madžari                                |                                        | 279                                    | 1,50%                                  |
| Jugoslovani                            | Jugoslovani                            |                                        | 226                                    | 1,21%                                  |
| Hrvati                                 | Hrvati                                 |                                        | 152                                    | 0,81%                                  |
| Slovaki                                | Slovaki                                |                                        | 147                                    | 0,79%                                  |
| Romi                                   | Romi                                   |                                        | 107                                    | 0,57%                                  |
| Črnogorci                              | Črnogorci                              |                                        | 68                                     | 0,36%                                  |
| Rusini                                 | Rusini                                 |                                        | 38                                     | 0,20%                                  |
| Makedonci                              | Makedonci                              |                                        | 31                                     | 0,16%                                  |
| Nemci                                  | Nemci                                  |                                        | 24                                     | 0,12%                                  |
| Ukrajinci                              | Ukrajinci                              |                                        | 17                                     | 0,09%                                  |
| Muslimani                              | Muslimani                              |                                        | 15                                     | 0,08%                                  |
| Rusi                                   | Rusi                                   |                                        | 11                                     | 0,05%                                  |
| Slovenci                               | Slovenci                               |                                        | 9                                      | 0,04%                                  |
| Romuni                                 | Romuni                                 |                                        | 9                                      | 0,04%                                  |
| Čehi                                   | Čehi                                   |                                        | 8                                      | 0,04%                                  |
| Bolgari                                | Bolgari                                |                                        | 6                                      | 0,03%                                  |
| Goranci                                | Goranci                                |                                        | 4                                      | 0,02%                                  |
| Bunjevci                               | Bunjevci                               |                                        | 4                                      | 0,02%                                  |
| Bošnjaki                               | Bošnjaki                               |                                        | 1                                      | 0,00%                                  |
| Albanci                                | Albanci                                |                                        | 1                                      | 0,00%                                  |
| Neznano                                | Neznano                                |                                        | 200                                    | 1,07%                                  |